# Fuji Speedway
A Fuji Speedway egy motorsport-versenypálya Japánban, Sizouka prefektúrában, nem messze a Fudzsi hegytől. A létesítmény a Toyota tesztpályája. Korábban, 1976-ban, és 1977-ben itt rendezték a japán nagydíjat. 1976-ban Mario Andretti, 1977-ben James Hunt nyert itt. 2007-re tért vissza a pályára a Formula–1. 2005-ben 140 millió euróból alakította át a pályát mai formájára Hermann Tilke. A gyors pályán már több súlyos baleset történt, Gilles Villeneuve és Ronnie Peterson is szenvedett már balesetet ezen a pályán. A versenypályán óramutató járásával megegyezően haladnak a versenyzők.

## Képek

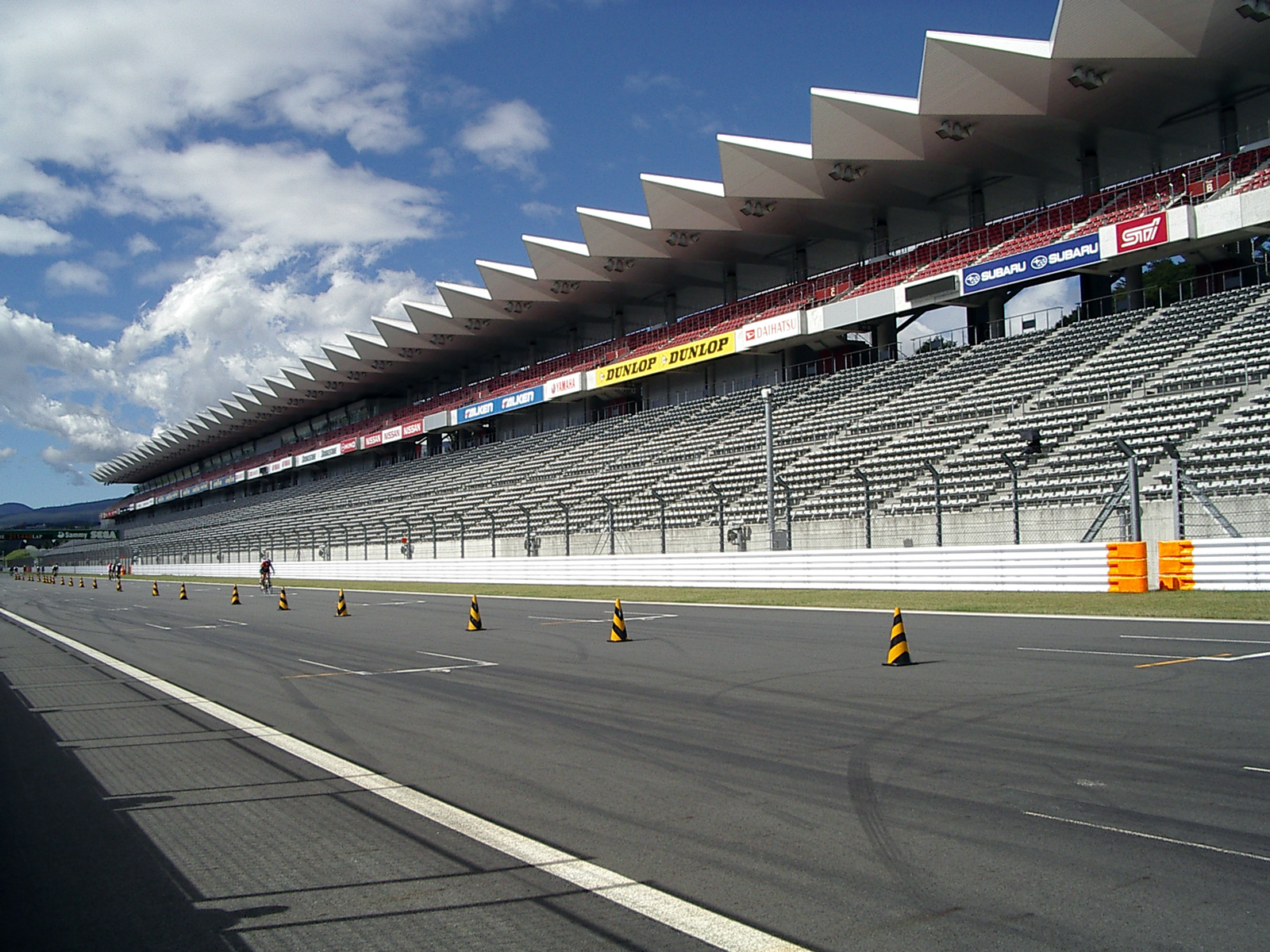
Célegyenes
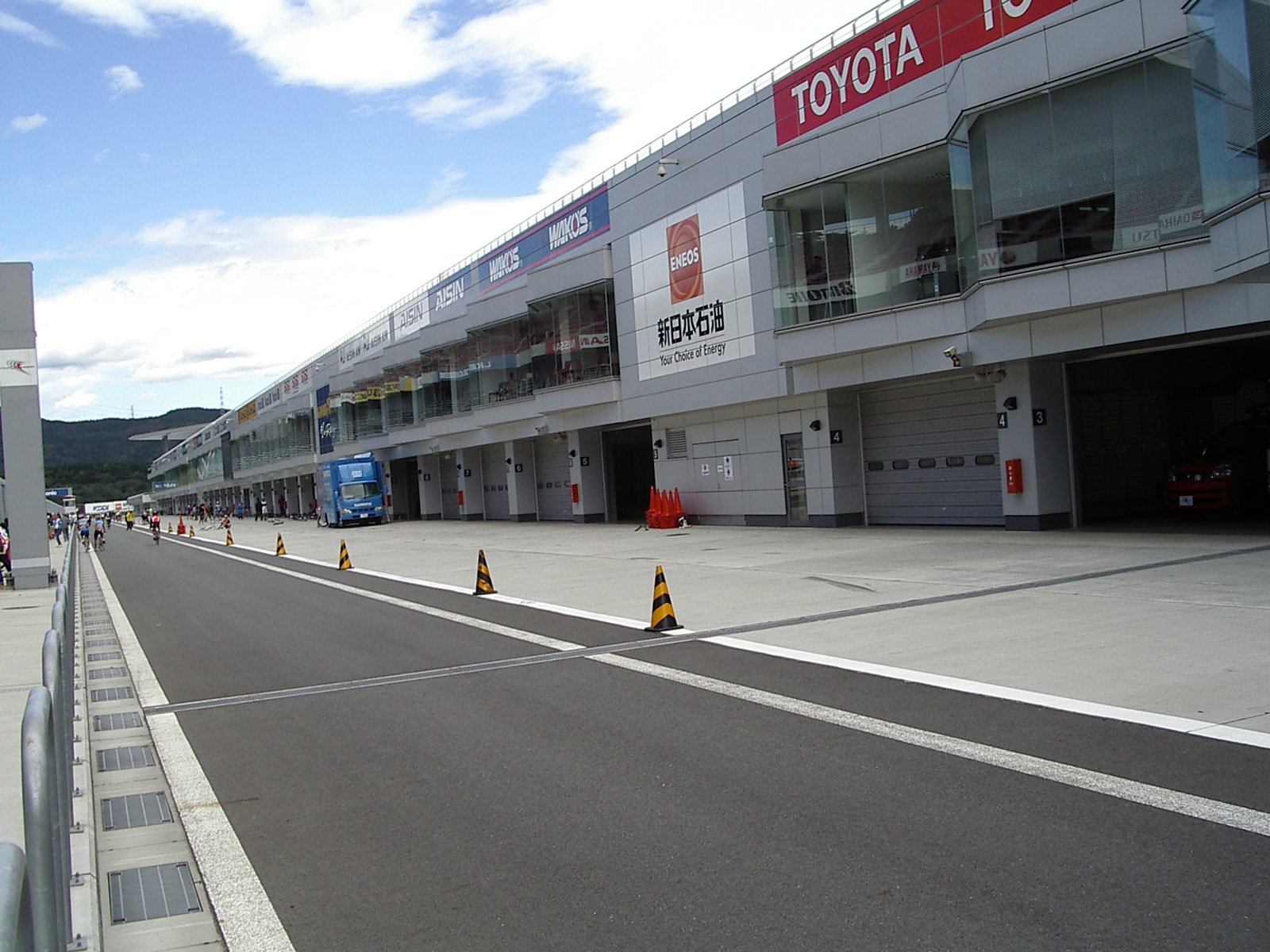
Bokszutca
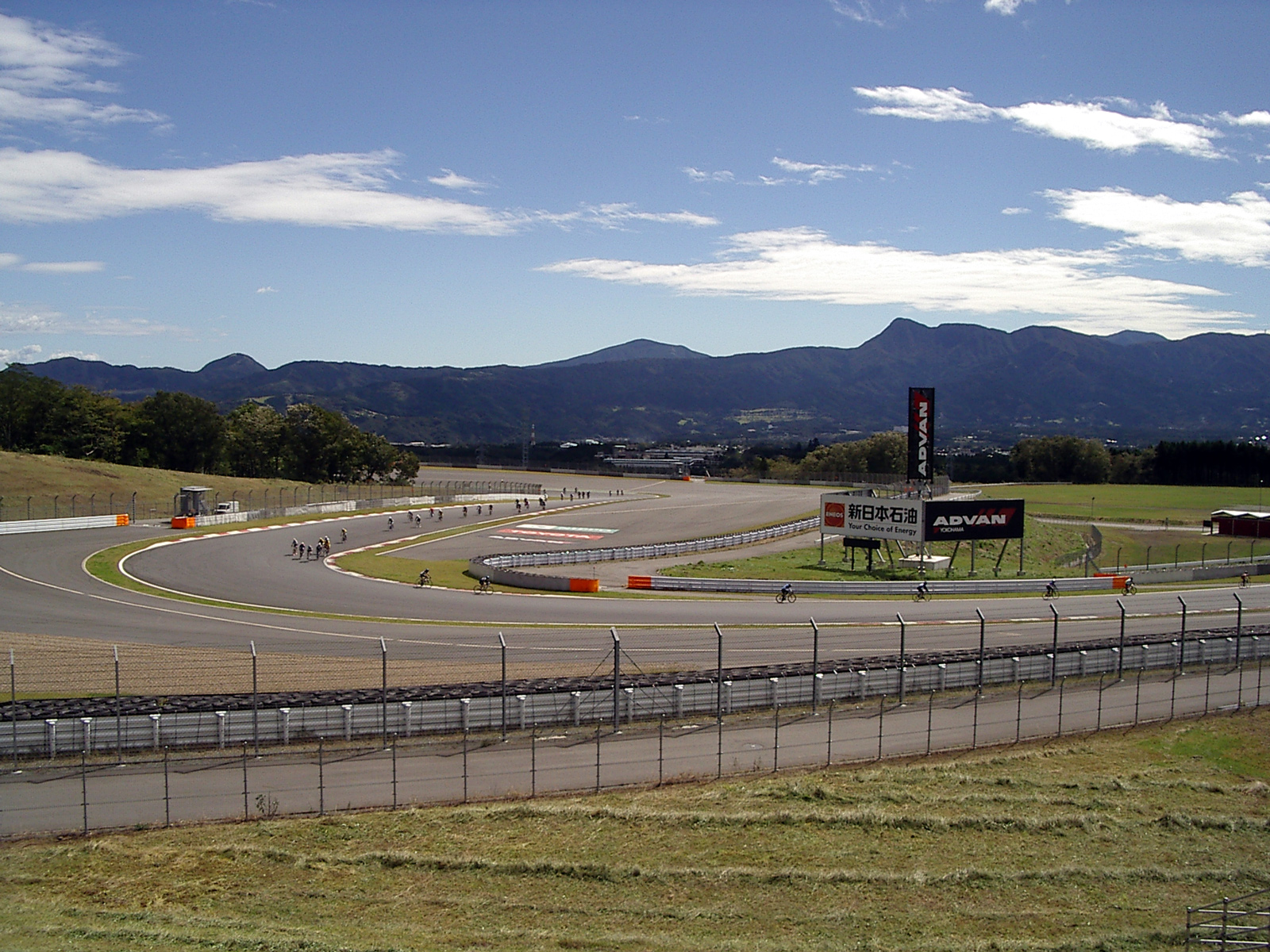
A Hairpin (6.) kanyar